# Миронова, Екатерина Эдуардовна
Екатерина Эдуардовна Миронова (18 ноября 1883, Орша — 15 января 1946) — советская театральная актриса.

## Биография
Творческую деятельность начала в 1898 г. на любительской сцене в Орше. Работала в труппе Первого белорусского товарищества драмы и комедии, с 1920 года. в театре имени Я. Купала (БДТ-1).
Образы, созданные К. Э. Мироновой, отличались лиризмом, точностью и четкостью сценического рисунка, эмоциональностью, ощущением индивидуального своеобразия характеров персонажей. Лучшие из них: Паланея («Примаки» Я. Купалы), Павлина и мать Дрели («Конец дружбы» и «Партизаны» К. Крапивы), пани Земацкая, Маргарита Лазаревна, Розалия Юльяновна («Кастусь Калиновский», «Победа», «Запяюць веретена» Е. Мировича), княгиня Прушынская («Панский гайдук» Н. Бываевского) и др.

## Награды
- Заслуженная артистка БССР (1940)
- Медаль «За трудовое отличие» (20.06.1940) — за выдающиеся заслуги в деле развития белорусского театрального и музыкального искусства